# ペチョラ

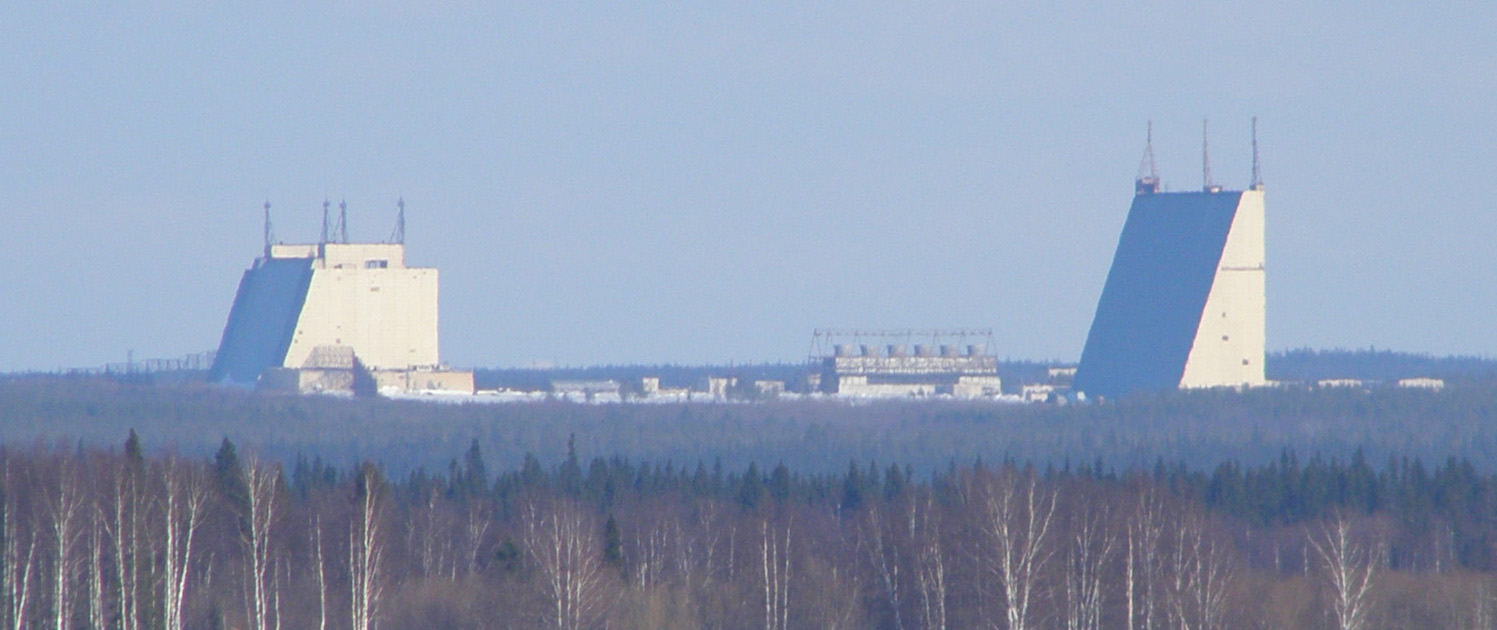
ペチョラにあるレーダー施設

ペチョラ（ロシア語: Печора,コミ語: Печӧра, Pechora）はウラル山脈西麓に位置する、ロシア連邦コミ共和国の都市。人口は3万5254人（2021年）。スィクティフカルから北東に588km。
ペチョラ川に臨み、ヨーロッパ・ロシアでは重要な河港都市の一つ。
1937年から1942年までの、鉄道（北ペチョラ線）の建設にともなって集落がつくられた。1949年に都市として登録され、1950年にはペチョラ駅が開設された。水運と鉄道を結びつけているため、交通の要衝となっている。